# Włodzimierz Latawiec
Włodzimierz Andrzej Latawiec (ur. 1 kwietnia 1896 w Sieteszy, zm. 21 października 1985 w Londynie) – major piechoty Wojska Polskiego, kawaler Orderu Virtuti Militari, awansowany przez władze RP na uchodźstwie na stopień podpułkownika.

## Życiorys
Urodził się 1 kwietnia 1896 w Sieteszu, w ówczesnym powiecie łańcuckim Królestwa Galicji i Lodomerii, w rodzinie Piotra. 
Po wybuchu I wojny światowej służył w Legionach Polskich w szeregach II batalionu 1 pułku piechoty w składzie I Brygady. 
3 września 1919 Naczelny Wódz mianował go z dniem 1 września 1919 podporucznikiem w piechocie. W tym czasie jako podoficer byłych Legionów Polskich służył w 5 Pułku Piechoty Legionów. Później został przeniesiony do 32 pułku piechoty i w jego szeregach walczył w wojnie polsko-bolszewickiej, za co otrzymał Order Virtuti Militari. Został awansowany na stopień porucznika piechoty ze starszeństwem z 1 czerwca 1919 (w 1923 lokata 42), a następnie na stopień kapitana piechoty z dniem 1 lipca 1923. W latach 20. był oficerem 35 pułku piechoty w Łukowie, a później w Brześciu (w 1923, 1924 oficerem w tym pułku był kpt. Celestyn Piotr Latawiec (ur. 1894), potem przydzielony do KOP). Następnie w Szkole Podchorążych Rezerwy Piechoty w Zambrowie na stanowisku dowódcy 5. kompanii. W 1932 był oficerem Korpusu Ochrony Pogranicza. Służył w Batalionie KOP „Skałat” na stanowisku dowódcy 3 kompanii granicznej „Toki”. Na stopień majora został mianowany ze starszeństwem z 19 marca 1937 i 3. lokatą w korpusie oficerów piechoty. W marcu 1939 pełnił służbę na stanowisku zastępcy komendanta Korpusu Kadetów Nr 1.
Po wybuchu II wojny światowej 1939, w okresie kampanii wrześniowej był kwatermistrzem pułku Strzelców Pieszych. Po agresji ZSRR na Polskę znalazł się na obszarze Związku Sowieckiego, a po zawarciu układu Sikorski-Majski z 30 lipca 1941 został oficerem Armii Polskiej w ZSRR gen. Władysława Andersa. Był dowódcą III batalionu 16 pułku piechoty (istniejącym na przełomie 1941/1942). Później, w ramach Polskich Sił Zbrojnych od 1 listopada 1942 do 7 lipca 1943 sprawował stanowisko dowódcy 16 Lwowskiego Batalionu Strzelców.
Po wojnie pozostał na emigracji w Wielkiej Brytanii. Został awansowany przez władze RP na uchodźstwie na stopień podpułkownika. Zmarł 21 października 1985 w Londynie.

## Ordery i odznaczenia
- Krzyż Srebrny Orderu Wojskowego Virtuti Militari[23] nr 3440 (1921)[24][25]
- Krzyż Niepodległości (13 kwietnia 1931)[3][26]
- Krzyż Kawalerski Orderu Odrodzenia Polski (3 maja 1976)[27]
- Krzyż Walecznych (dwukrotnie, przed 1924)
- Srebrny Krzyż Zasługi (14 października 1934)[28]
- Odznaka Pamiątkowa Więźniów Ideowych[29]